# نخستین جنگ صلیبی سوئدی

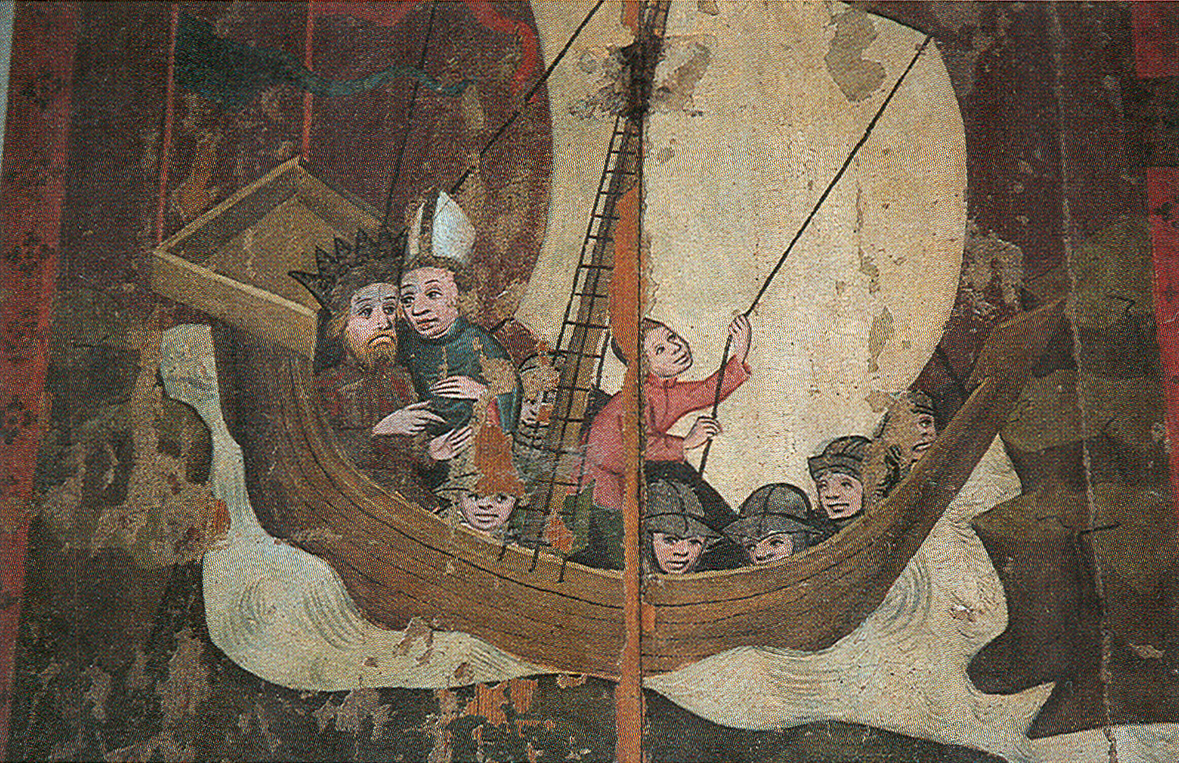
اریک نهم سوئد و اسقف هنری در مسیر فنلاند. تصویر اواخر قرون وسطی از اوپلند.

اولین جنگ صلیبی سوئد (به انگلیسی: First Swedish Crusade)یک لشکرکشی نظامی در سال ۱۱۵۰ توسط اریک نهم پادشاه سوئد و اسقف اعظم فنلاند به شهر اوپسالا بود.
اولین منابع مکتوب جنگ‌های صلیبی مربوط به اواخر قرن سیزدهم است. در منابع اصلی جنگ‌های صلیبی، در مورد افسانه سنت اریک و افسانه سنت هنری، توضیح می‌دهد که دلیل جنگ‌های صلیبی آن حملات متعددی بود که فنلاندی‌های بت‌پرست به سوئد انجام می‌داند. 
به‌طور کلی این جنگ‌های صلیبی به عنوان اولین تلاش کلیسای کاتولیک و سوئد برای تبدیل فنلاندی‌های بت‌پرست به مسیحیت تلقی می‌شد. با این حال، مسیحی شدن قسمت جنوب غربی فنلاند قبلاً در قرن دهم آغاز شده‌است و در قرن دوادزهم، این منطقه احتمالاً کاملاً مسیحی بود است. طبق افسانه‌ها، اسقف هنری پس از جنگ صلیبی در دریاچه کیلیانجاروی (به انگلیسی: Köyliönjärvi) توسط لالی (لالی شخصیتی آخرالزمانی از تاریخ فنلاند است) کشته شد. وی بعداً به شخصیت اصلی کلیسای کاتولیک در فنلاند تبدیل شد.

## راستی‌آزمایی این جنگ
محققین و دانشگاهیان بحث می‌کنند که آیا این جنگ صلیبی واقعاً اتفاق افتاده‌است؟ هیچ گونه اطلاعات باستان‌شناسی که پشتیبانی از آن را ارائه کند وجود ندارد و منابع مکتوب اولیه متعلق به تاریخ بسیار بعدتر از این حادثه است. هیچ منبع کتبی برجای مانده نفوذ سوئد در فنلاند را قبل از پایان قرن سیزدهم توصیف نمی‌کند. علاوه بر این، اسقف فنلاند قبل از دهه ۱۲۵۰ در میان همتایان سوئدی خود ذکر نشده‌اند. همچنین، مسیحی شدن قسمت جنوب غربی فنلاند قبلاً در قرن دهم آغاز شده‌است و در قرن دوازدهم، این منطقه احتمالاً تقریباً مسیحی بوده‌است. گفته شده‌است که اسقف سوئدی که به‌طور معمول درگیر مبارزات شرقی بود، اسقف شهر لینشوپینگ بود، نه اسقف اوپسالا.

## زمان جنگ صلیبی
تقریباً اتفاق نظر وجود دارد در زمینه سال ۱۱۵۰ به عنوان سالی که احتمالاً جنگ صلیبی رخ داده همچنین بیشترین سالهای حمایت شده سالهای ۱۱۵۰، ۱۱۵۵، ۱۱۵۷ و ۱۱۵۸ بوده‌است. سایر نامزدها سالهای ۱۱۵۳، ۱۱۵۴ و ۱۱۵۶ بوده‌اند.
نظریه ای وجود دارد مبنی بر اینکه اریک لشکرکشی را قبل از سلطنت و دریافت تاج و تخت انجام داده‌است. آنچه در مورد پادشاه اریک و اسقف هنری شناخته شده‌است این است که آنها احتمالاً مدتی در اواسط قرن دوازدهم در سوئد سمتهای مهمی داشته‌اند.

## جستارها
جنگ‌های صلیبی